# Steeler (album gruppo musicale statunitense)
Steeler è il primo album degli Steeler, uscito nel 1983 per l'Etichetta discografica Shrapnel Records.

## Tracce
1. Cold Day in Hell – 4:17
2. Backseat Driver – 3:24
3. No Way Out – 5:18
4. Hot on Your Heels – 6:35
5. Abduction – 1:10
6. On the Rox – 2:54
7. Down to the Wire – 3:52
8. Born to Rock – 3:06
9. Serenade – 6:15

## Formazione
- Ron Keel - voce, chitarra
- Yngwie Malmsteen - chitarra solista, cori
- Rik Fox - basso, cori
- Mark Edwards - batteria, cori

### Altri musicisti
- Peter Marrino - cori